# Мельникова, Наталья Александровна
Наталья Александровна Мельникова (род. 23 ноября 1946, Зеленодольск) — советская и украинская пианистка и педагог. Заслуженный деятель искусств Украины (1996).

## Биография
Родилась 23 ноября 1946 года в городе Зеленодольск (Татарстан).
В 1965 году окончила Казанскую ССМШ по классу Б. Печерского.
В 1970 году окончила Казанскую консерваторию (класс профессора А. Лемана). Продолжила образование и в 1972 году окончила аспирантуру той же консерватории по классу фортепиано (профессор Н. Фомина).
В 1972—2004 годах преподавала в Харьковском институте искусств, с 1997 года — профессор. Возглавляла кафедру специального фортепиано.
С 2009 года работает в Днепропетровской академии музыки, профессор кафедры исполнительского искусства.
Активно гастролировала в качестве пианистки. Выступала в дуэте с Алексеем Кошванцом. Одна из лучших представителей украинской пианистической школы.